# 稲澤譲治
稲澤 譲治 （いなざわ じょうじ） は、日本の医学者。東京医科歯科大学難治疾患研究所（ゲノム応用医学部門分子細胞遺伝学）教授。学位は、医学博士。専門は、分子細胞遺伝学・遺伝医学・腫瘍遺伝学。

## 来歴
1956年、兵庫県生まれ。1982年、京都府立医科大学医学部卒業。1991年、京都府立医科大学より医学博士の学位を取得。1993年、同大学医学部衛生学教室講師、1996年、東京大学医科学研究所ヒトゲノム解析センター助教授を経て、1998年に東京医科歯科大学難治疾患研究所教授。2010年も同校硬組織疾患ゲノムセンター長（2014年3月まで）、2011年に同校学長特別補佐（2012年3月まで）、2012年に同校疾患バイオリソースセンター長、2014年に同校副理事（研究担当）、2016年に同校大学院医歯学総合研究科遺伝学領域長も務める。

## 専門
- 分子細胞遺伝学
- 遺伝医学
- 腫瘍遺伝学

## 研究テーマ
- 発癌の分子機構の解明
- 癌や遺伝疾患における原因遺伝子の同定および遺伝子診断法の構築

## その他の役職
- 網羅的疾患分子病態データベースの構築研究運営委員会委員
- 日本癌学会評議員
- 日本人類遺伝学会日本医学会評議員、理事
- 京都府立医科大学医学部医学科内科学教室血液・腫瘍内科学部門客員講師

## 経歴
- 兵庫県宍粟郡山崎町出身で18年間をこの地で過ごした。
- 後、京都府で19年間を過ごした。
- 現在は、東京都在住。勤務医経験もある。

## 職歴
東京大学医科学研究所ヒトゲノム解析センターを経て、東京医科歯科大学難治疾患研究所（ゲノム応用医学部門分子細胞遺伝学）教授。

## 主な著書
- 『臨床FISHプロトコール』（出版社：秀潤社　1997年1月　ISBN 4-87962-167-6）
- 『がんの診断と治療』（出版社：東京大学出版会　2006年3月　ISBN 4-13064-243-X）
- 『顕微鏡フル活用術イラストレイテッド』（出版社：秀潤社　2000年7月　ISBN 4-87962-224-9）
- 『脱アイソトープ実験プロトコール (1)／DIGハイブリダイゼーション』（出版社：秀潤社　1994年3月25日　ISBN 4-87962-130-7）